# Jagenbach
Jagenbach ist eine Ortschaft in Niederösterreich und seit 1970 eine Katastralgemeinde der Stadtgemeinde Zwettl-Niederösterreich. Am 1. Jänner 2024 hatte die Ortschaft 464 Einwohner auf einer Fläche von 7,62 km².

## Geographie
Jagenbach liegt in einer Entfernung von etwa zwölf Kilometern nordwestlich des Stadtzentrums von Zwettl und ist durch den Postbus mit dem österreichischen Überlandbusnetz verbunden.
Das Gemeindegebiet grenzt im Norden an die zur Marktgemeinde Schweiggers gehörenden Katastralgemeinden Schwarzenbach, Schweiggers und Unterwindhag, östlich an Rieggers, im Süden an Rosenau Dorf, Neusiedl, Purken, Bernhards und Unterrosenauerwaldhäuser sowie im Westen an die Katastralgemeinden Zweres und Rothfarn der Marktgemeinde Großschönau.

## Geschichte
Jagenbach wurde am 10. November 1208 als Jackenbac in einer Schenkungsurkunde zum ersten Mal erwähnt. Der Name wurde wahrscheinlich von einem als Jak(k)o eingedeutschten slawischen Personennamen in Verbindung mit einem Gewässernamen abgeleitet. Weitere Namensformen sind  Jahnipach (1280), Jahenpach (1311), Jaghenpach (1452), Jahenpach (1500) und Jaggenpach (1569). Der Ort bestand bereits vor seiner Erstnennung, das Gründungsdatum ist aber unbekannt.
Laut Adressbuch von Österreich waren im Jahr 1938 in der Ortsgemeinde Jagenbach ein Arzt, ein Bäcker, ein Fleischer, zwei Gastwirte, drei Gemischtwarenhändler, eine Landesproduktenhändler, ein Marktfahrer, ein Hammerschmied, eine Mühle samt Sägewerk, zwei Schmiede, zwei Schneider und drei Schneiderinnen, zwei Schuster, zwei Tischler, ein Viehhändler, zwei Viktualienhändler, zwei Wagner, zwei Zementwarenerzeuger und mehrere Landwirte ansässig.
Die örtliche Pfarrkirche geht auf eine Kapelle aus dem 18. Jahrhundert zurück und ist dem Heiligen Antonius von Padua geweiht.

## Öffentliche Einrichtungen
In Jagenbach gibt es einen Kindergarten und eine Volksschule.